# Live at Firehouse 12 (Gerald-Cleaver-Album)
Live at Firehouse 12 ist ein Jazzalbum von Gerald Cleaver & Violet Hour. Die Aufnahmen entstanden am 15. Dezember 2006 im Veranstaltungsort Firehouse 12 und erschienen am 1. November 2019 auf Sunnyside Records.

## Hintergrund
Schlagzeuger Gerald Cleaver hatte für den Liveauftritt im Firehouse 12, einem Veranstaltungsort in New Haven, Connecticut, ein Ensemble zusammengestellt. Violet Hour agierte zum ersten Mal bei Cleavers Aufnahmen zum Album Detroit, das im Brooklyner Veranstaltungsort Barbès im Dezember 2006 entstanden war. Bei der vorliegenden Aufnahme spielten erneut mit Cleaver J. D. Allen III (Tenorsaxophon), Andrew Bishop (Bassklarinette, Sopran- und Tenorsaxophon), Jeremy Pelt (Trompete), Ben Waltzer (Piano) und Chris Lightcap (Kontrabass).

## Titelliste

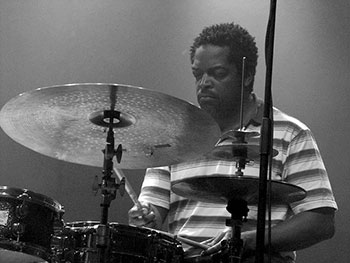
Gerald Cleaver 2014

- Gerald Cleaver & Violet Hour: Live at Firehouse 12 (Sunnyside SSC 1565)[2]
  1. Pilgrim’s Progress, 05:58
  2. Silly One, 08:25
  3. Tale of Bricks, 11:27
  4. Carla’s, Day 08:25
  5. Detroit, 11:37
- Alle Kompositionen stammen von Gerald Cleaver.

## Rezeption
Giovanni Russonello (The New York Times) zählte es zu den zehn besten Jazzalben des Jahres 2019. „Es ist meisterhaft und unprätentiös, voller origineller Kompositionen, die eher von kraftvollem Rhythmus als von struktureller Komplexität angetrieben werden und immer von der federnden Fortbewegung dieses erfahrenen Schlagzeugers angetrieben werden.“

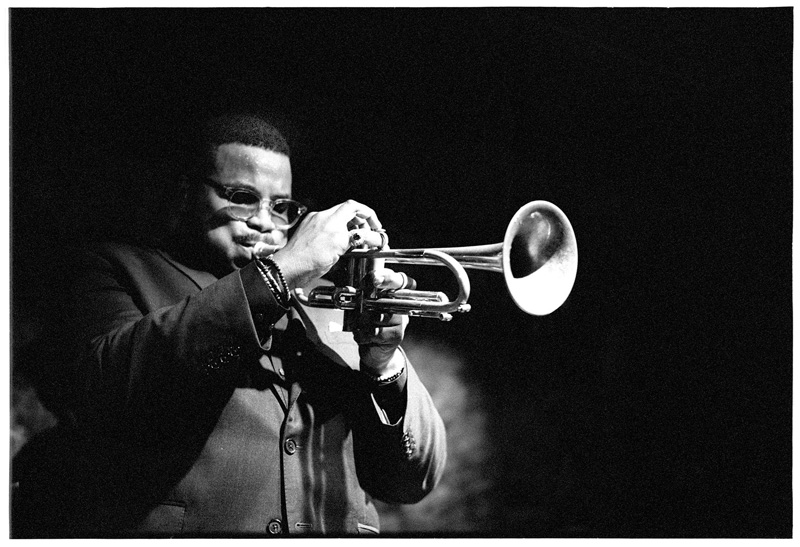
Jeremy Pelt im Jazzkeller Frankfurt am Main, 2017

Jim Macnie schrieb in JazzTimes, im Vergleich mit dem Detroit-Album des Sextetts mache „seine neue Scheibe von einem New Haven-Gig der gleichen Ära […] ihre Kraft noch deutlicher.“ Live at Firehouse 12 sei von den tempostarken Snare-Schlägen von „Pilgrim's Progress“ an voller Aufschrei und gewinne mit jedem neuen Gedankenaustausch an Kraft. Die Verwendung von Bassklarinette durch Bishop, Pelts harmonisches Gespür und die gestalterische Vorstellungen des Bandleaders lassen das Temperament der Platte gelegentlich wie eine unheilige Mischung aus Eric Dolphys Live at Five Spot und Clifford Brown/Max Roachs Live at Basin Street erscheinen. Allens poetische Aggression auf „Silly One“, Lightcaps Durchquerung von „Tale of Bricks“, ein süß-saures Filigran von Bishop an unerwarteten Stellen – wenn es mit Cleavers wildem Puls vermischt wird, wird alles zu einem unverzichtbaren Dokument der Kreativität der 2000-Jahre.
Der Kritiker von Jazztrail notierte, dieser neue Auftritt des gefragten Schlagzeugers/Komponisten Gerald Cleaver sei ein Fass ohne Boden, voller Energie und Robustheit. Außerdem sei dies eine Swing-Platte, bei der seine messerscharfen Schlagzeugfähigkeiten eine Rhythmusgruppe festigen, zu der auch der Pianist Ben Waltzer und der Bassist Chris Lightcap gehören. Mit ihrem Wissen um Rhythmus und ihrer charismatischen Begleitung unterstützen sie die melodischen Reisen des Trompeters Jeremy Pelt und der Saxophonisten J. D. Allen und Andrew Bishop, einer starken Frontline. Dies sei eine echte Gruppenarbeit, schrieb der Autor weiter, bei der Cleaver seine Fähigkeit zur Anpassung an eine bestimmte Situation unter Beweis stelle. Cleaver und seine Violet Hour-Gruppe verliehen diesen Kompositionen, deren musikalische Stärke dazu neigt, die Pulsfrequenz zu erhöhen, eine anregende Frische.